# Кавказская саламандра
Кавка́зская салама́ндра (лат. Mertensiella caucasica) — редкий вид хвостатых земноводных, выделяемый в монотипный род Кавказские, или длиннохвостые, саламандры (лат. Mertensiella). Род получил название в честь немецкого учёного Роберта Мертенса.

## Ареал и места обитания
Обитает в горных районах Грузии и Турции, предпочитает лесистые территории и берега рек.
Ареал сильно фрагментирован и составляет всего 2 000 км².
Вид относится к категории уязвимых по классификации МСОП.

## Описание
Длина тела до 15 см включая хвост. Длина хвоста обычно больше тела. Поперечное сечение хвоста круглое. Тело стройное и вытянутое. Окрашена в тёмно-коричневый или чёрный цвет с яркими жёлтыми пятнами овальной формы. Редко встречается полностью чёрная окраска без пятен.

## Образ жизни
Жизненный цикл во многом совпадает с жизнью и поведением огненной саламандры. Днём саламандра прячется, охотится на червей, мокриц и насекомых ночью.
В отличие от огненной саламандры передвигается быстро, движениями напоминает ящерицу. Неплохо плавает. Часто прячется на мелководье, выставив голову из воды. При опасности может отбросить хвост, который через некоторое время восстановится.
Размножение изучено недостаточно. Начиная с июня в стоячих или слабопроточных водоёмах откладывает до 90 икринок диаметром до 6,5 мм.
Самка прикрепляет икринки большими группами к упавшим на дно листьям или камням. Сроки развития икры и личинок неизвестны. Прошедшие метаморфоз молодые особи держатся очень скрытно.